# Sara Ramírez

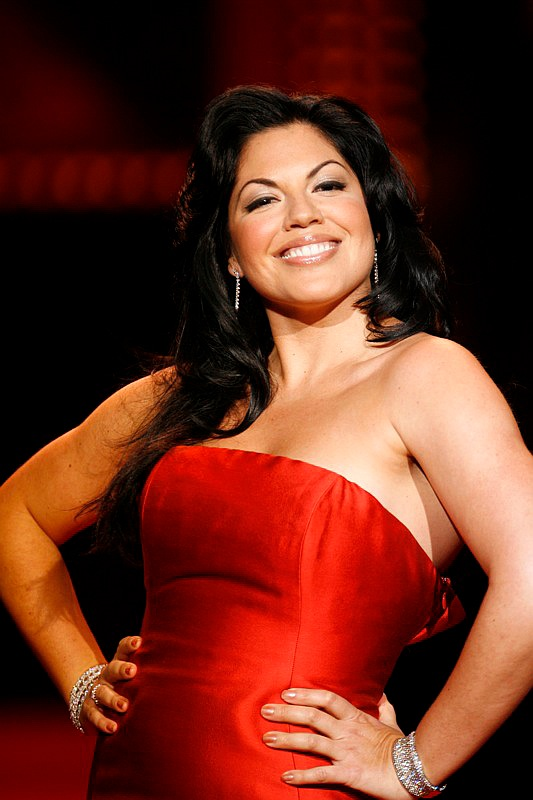
Sara Ramírez (2008)

Sara Elena Ramírez (* 31. August 1975 in Mazatlán, Sinaloa, Mexiko) ist US-amerikanischer Nationalität, mexikanischer Herkunft und in den Bereichen Schauspiel sowie Gesang tätig. Bekannt wurde Ramírez vor allem durch die Rolle der Dr. Calliope Iphegenia ‚Callie‘ Torres in der Krankenhausserie Grey’s Anatomy.

## Leben und Karriere
Nach der Scheidung der Eltern siedelte Sara Ramírez 1984 mit der Mutter in die Vereinigten Staaten nach San Diego um. Ramírez absolvierte ein Studium an der Juilliard School in New York City und begann danach, in Musicals aufzutreten. Für das Musical Monty Python’s Spamalot gewann Ramírez 2005 einen Tony Award.
Das Kinodebüt feierte Ramírez 1998 in der romantischen Komödie e-m@il für Dich in einer kleinen Nebenrolle als Kassiererin. Zwischen 2000 und 2002 war Ramírez zweimal in der Krimiserie Law & Order: Special Victims Unit zu sehen, Teil des gesanglichen weiblichen Ensembles im Filmmusical Chicago, und stieß 2006 schließlich zum Ensemble der Fernsehserie Grey’s Anatomy. 2016 verließ Ramírez die Serie am Ende der zwölften Staffel, jedoch ist eine Rückkehr weder von Ramírez selbst noch von Produzentin Shonda Rhimes ausgeschlossen worden.
Im März 2011 veröffentlichte Ramírez eine EP unter dem Titel Sara Ramírez als Download, die Platz 37 der Billboard-Charts erreichte.
Im Mai 2021 wurde bekannt, dass Ramírez in And Just Like That …, einem Sequel der Serie Sex and the City, die Rolle einer nichtbinären Person, die Stand-up-Comedy und Radiomoderation betreibt, übernehmen wird. Diese Rolle verkörpert Ramírez in den ersten beiden Staffeln.
 Persönliches
Ramírez heiratete im Juli 2012 in New York den langjährigen Partner Ryan Debolt. Im Oktober 2016 outete sich Ramírez als bisexuell, engagiert sich jedoch schon lange für die LGBTQ-Community.
Im August 2020 gab Ramírez auf den eigenen Twitter- und Instagram-Kanälen bekannt, sich weder als männlich oder weiblich, sondern als nichtbinär zu identifizieren. Als Anrede beanspruchte Ramírez zu dem Zeitpunkt sowohl weibliche Pronomen als auch das englische geschlechtsneutrale they. Im Laufe des Jahres 2021 löschte Ramírez in den Social-Media-Profilen die weiblichen Pronomen und ließ nur das geschlechtsneutrale they stehen. Dieser Änderung passten sich auch mehrere US-amerikanische Medien an, die in ihren Berichterstattungen über Ramírez nicht mehr weibliche, sondern nur noch geschlechtsneutrale Pronomen verwendeten.

## Filmografie (Auswahl)
- 1998: E-m@il für Dich (You’ve Got Mail)
- 2000: Chaos City (Spin City, Fernsehserie, Folge 4x20)
- 2000: Third Watch – Einsatz am Limit (Third Watch, Fernsehserie, Folge 2x06)
- 2000, 2002: Law & Order: Special Victims Unit (Fernsehserie, Folgen 2x05, 4x01; verschiedene Rollen)
- 2002: Spider-Man
- 2002: Chicago (nur Gesang)
- 2004: New York Cops – NYPD Blue (NYPD Blue, Fernsehserie, Folge 11x22)
- 2006–2016: Grey’s Anatomy (Fernsehserie, 239 Folgen)
- 2012–2018: Sofia die Erste – Auf einmal Prinzessin (Sofia the First, Fernsehserie, 55 Folgen, Stimme)
- 2018–2019: Madam Secretary (Fernsehserie, 23 Folgen)
- 2021–2023: And Just Like That … (Fernsehserie, 21 Folgen)
- 2024: Velma (Fernsehserie, Stimme)

## Diskografie
Studioalben:
- 2005: Monty Python’s Spamalot
- 2011: Grey’s Anatomy: The Music Event
- 2011: Sara Ramirez